# Aaron Blommaert
Aaron Blommaert (ur. 7 sierpnia 2002 w Aalst) – belgijski aktor i piosenkarz. Najbardziej znany jest jako wokalista zespołu BOBBY oraz jako Raven, syn marnotrawny Larsa De Wulfa, w Familie.
W latach 2017–2019 Blommaert grał jedną z głównych ról w młodzieżowym serialu telewizyjnym 4eVeR. Wcielił się w rolę Robina Declerqa. Zagrał także Jonasa w przebojowym serialu #LikeMe.

## Filmografia
- Wie Wordt Junior? (2013)
- Junior Musical (2014)
- Kadanza (2014–2015)
- The Voice Kids (2015)
- Kosmoo (2016)
- 4eVeR (2017–2019)
- Wie Wordt Wrapper? (2019)
- Instagefikst (2020)
- Familie (od 2020)
- Schijtluizen (2021)
- #LikeMe (od 2022)